# FV4201 Chieftain
Le FV4201 Chieftain (en anglais, Chieftain signifie « chef de clan ») est un char de combat britannique conçu par la Royal Ordnance Factory à partir de la fin des années 1950 pour succéder au char Centurion. Lorsqu'il entre en service dans les forces britanniques en novembre 1966, il est considéré comme étant le char le mieux blindé dans les rangs de l'OTAN. Cependant, son moteur peu fiable lui causera de nombreux problèmes de disponibilité durant une grande partie de sa carrière.

## Historique

### Développement
Le char Centurion prédécesseur du Chieftain avait été conçu pour associer la mobilité d'un char Cruiser et le blindage d'un char d'infanterie, ce qui lui valut l'appellation de char universel. Cependant, l'apparition des char lourd IS-3 et T-10 soviétiques accéléra les événements et obligea les Britanniques à créer leur propre char lourd, le Conqueror, équipé d'un canon de 120 mm. Les contraintes imposées par la masse et le coût des chars lourds poussa les Britanniques à réfléchir au moyen de combiner le blindage et la puissance de feu du canon du Conqueror dans un char du gabarit du Centurion.
Le constructeur Leyland Motors, qui avait déjà été impliqué dans la création du Centurion, avait construit ses propres prototypes d'un nouveau char en 1956, et ceux-ci menèrent à l'établissement, par le War Office, d'une spécification pour un nouveau char. Cette dernière, émise par l'état major, misait sur l'expérience acquise par le Centurion pendant la guerre de Corée et sur les enseignements tirés de la conception du Conqueror. On attendait de ce futur char qu'il soit capable d'engager l'ennemi à longue distance et depuis des positions défensives et qu'il soit résistant face à des tirs d'artillerie moyenne. À ces fins, le canon devait avoir un angle de dévers plus important que les 8° que permettait le Conqueror et un blindage frontal plus important. Il devait également être capable de tirer 10 coups par minute pendant la première minute et 6 coups par minute pendant les 4 minutes suivantes.
Quelques exemplaires des premiers prototypes furent fournis aux troupes pour essais à partir de 1959, ce qui permit d'apporter quelques changements au concept initial. Les plus grosses modifications furent effectuées à l'arrière de la caisse, qui dut être redessinée, afin de résoudre des problèmes de vibrations du moteur et de refroidissement. Ce changement majeur fit prendre du poids à l'engin, qui avoisinait désormais les 50 tonnes. En conséquence, la suspension du char, qui n'était prévue au départ que pour une masse de 45 tonnes, fut renforcée. Les maillons des chenilles durent également être adaptés, afin de préserver l'intégrité des routes, et la garde au sol fut augmentée. Le concept fut validé au début des années 1960.
Les Britanniques et les Israéliens avaient collaboré pendant les dernières étapes de sa conception, avec l'idée de fond qu'Israël achèterait la licence et produirait localement le véhicule (via les usines d'IMI - Israeli Military Industries). Deux prototypes furent fournis aux forces de Tsahal, pour une période de test de quatre ans. Les résultats et les importants retours d'expérience engendrés par cette phase d'expérimentations furent pris en compte par le constructeur britannique, mais finalement les politiciens britanniques décidèrent de changer d'avis et stoppèrent le programme, ce qui poussa Israël à continuer sur un programme qui lui était propre et qui donnera lieu à la création du Merkava.
En 1957, l'OTAN avait spécifié aux différentes forces armées qu'elles devraient utiliser des moteurs polycarburants. Les premiers moteurs BL délivraient une puissance d'environ 450 ch (340 kW) au volant moteur, ce qui signifiait une vitesse maximale d'environ 40 km/h et une performance en mobilité tout-terrain limitée. La performance globale de l'engin était encore plus entravée avec l'emploi d'une suspension à ressorts Horstmann (en), inconfortable pour l'équipage, et qui transformait en un vrai défi la moindre utilisation hors-piste du véhicule. En raison d'un assemblage sous pression des chemises de cylindres du moteur, des fuites de liquide de refroidissement à l'intérieur du bloc était monnaie courante, résultant en l'apparition d'une importante fumée blanche à l'échappement. À la fin des années 1970, le concept du moteur fut modifié, avec l'apparition du Belzona (un composé à base de polymère), qui fut utilisé pour améliorer l'efficacité des joints des chemises. Les puissances des moteurs furent également revues à la hausse, les dernières versions délivrant quelque 750 ch au volant moteur. Cela améliora beaucoup les performances et la vitesse maximale du char, bien que ses capacités tout-terrain restèrent assez limitées.
Plusieurs aspects de la conception du Chieftain furent d'abord testés en 1956 sur le démonstrateur technologique FV4202 « 40-ton Centurion », dans lequel la position du conducteur était allongée, permettant de réduire la hauteur de la caisse et d'incliner plus fortement le glacis. Sa tourelle moulée, dépourvue de masque, possédait un profil balistique particulièrement étudié.

### Histoire opérationnelle
Il a servi au cours de la guerre Iran-Irak, dans les forces iraniennes, et lors de l'invasion du Koweït en 1990.
Comme ses concurrents européens, le Chieftain bénéficia d'un large succès à l'export vers le Moyen-Orient, mais, contrairement au Centurion, il ne fut adopté par aucun autre pays membre de l'OTAN ou du Commonwealth.
Le Chieftain prouva qu'il était efficace au combat et qu'il était possible de le faire évoluer, avec améliorations d'ordre général ou pour des besoins localisés. L'engin fut continuellement amélioré au cours de sa carrière, jusqu'au début des années 1990, lorsque sa relève fut effectuée par le Challenger 1. La version ultime du char, utilisée par la British Army jusqu'en 1995, incorporait le blindage Stillbrew, l'Improved Fire Control System (IFCS) et le Thermal Observation Gunnery Sight (TOGS). Le dernier régiment britannique à avoir été doté de chars Chieftain était le 1st Royal Tang Regiment, qui était basé à Aliwal Barracks, Tidworth.
Le premier modèle apparut en 1967. Le Chieftain fut livré à au moins six pays, parmi lesquels l'Iran, le Koweït, Oman et la Jordanie. Un accord pour des ventes et une production locale en Israël fut annulé par le gouvernement britannique en 1969, malgré l'accomplissement d'un effort considérable, de la part des Israéliens, dans la production de données techniques et tactiques destinées à la mise au point de ce char, en particulier la capacité à opérer efficacement en environnement désertique et la démonstration de l'intérêt d'utiliser des positions couvertes pour le combat (hull down). Deux exemplaires furent livrés aux Israéliens, afin d'être testés de manière intensive par les forces de Tsahal. Cette expérience mena à la création locale du char Merkava, dont le programme de développement fut dirigé par le général Israel Tal, lequel avait étroitement travaillé avec les Britanniques durant la phase d'expérimentations de quatre ans du Chieftain.
La vente étrangère la plus massive fut effectuée en direction de l'Iran qui, à la recommandation du général Tal, prit livraison d'environ 900 véhicules avant la révolution de 1979. Le char fut utilisé de manière intensive pendant la guerre Iran-Irak de 1980 à 1988, incluant la plus importante bataille de chars du conflit, la bataille de Nasr, pendant laquelle les résultats furent assez mitigés, les casses moteur fréquentes étant causées par une maintenance négligée. Seules quelques douzaines de Chieftains iraniens parvinrent à survivre à la guerre. Ironie du sort, à la fin de la guerre les Irakiens possédaient plus de Chieftain que les Iraniens.
Les Chieftain koweïtiens participèrent aux combats lors de l'invasion du Koweït en 1990. La 35e brigade blindée koweïtiennes prit part à la bataille des ponts, le 2 août 1990, face aux éléments des divisions irakiennes Hammurabi et Medina, avant de se retirer au-delà de la frontière saoudienne. 136 Chieftain koweïtiens furent perdus, seulement quelques dizaines parvenant à survivre à la guerre,.

## Caractéristiques techniques
L'arrangement général du véhicule était classique et similaire à celui des précédents chars britanniques, outre le fait que le conducteur était dans une position centrale et semi-allongée. Sa tourelle profilée abritait le chargeur, assis à gauche du canon, tandis qu'à sa droite se trouvait le tireur, le chef de char étant installé derrière lui, légèrement en hauteur. L'arrière de l'engin était occupé par le moteur polycarburant L60 et sa transmission. L'armement était constitué d'un canon de 120 mm et de deux mitrailleuses de 7,62 mm. Durant son service dans l'armée de terre britannique, pas moins de onze modèles de Chieftain se sont succédé.

### Armement

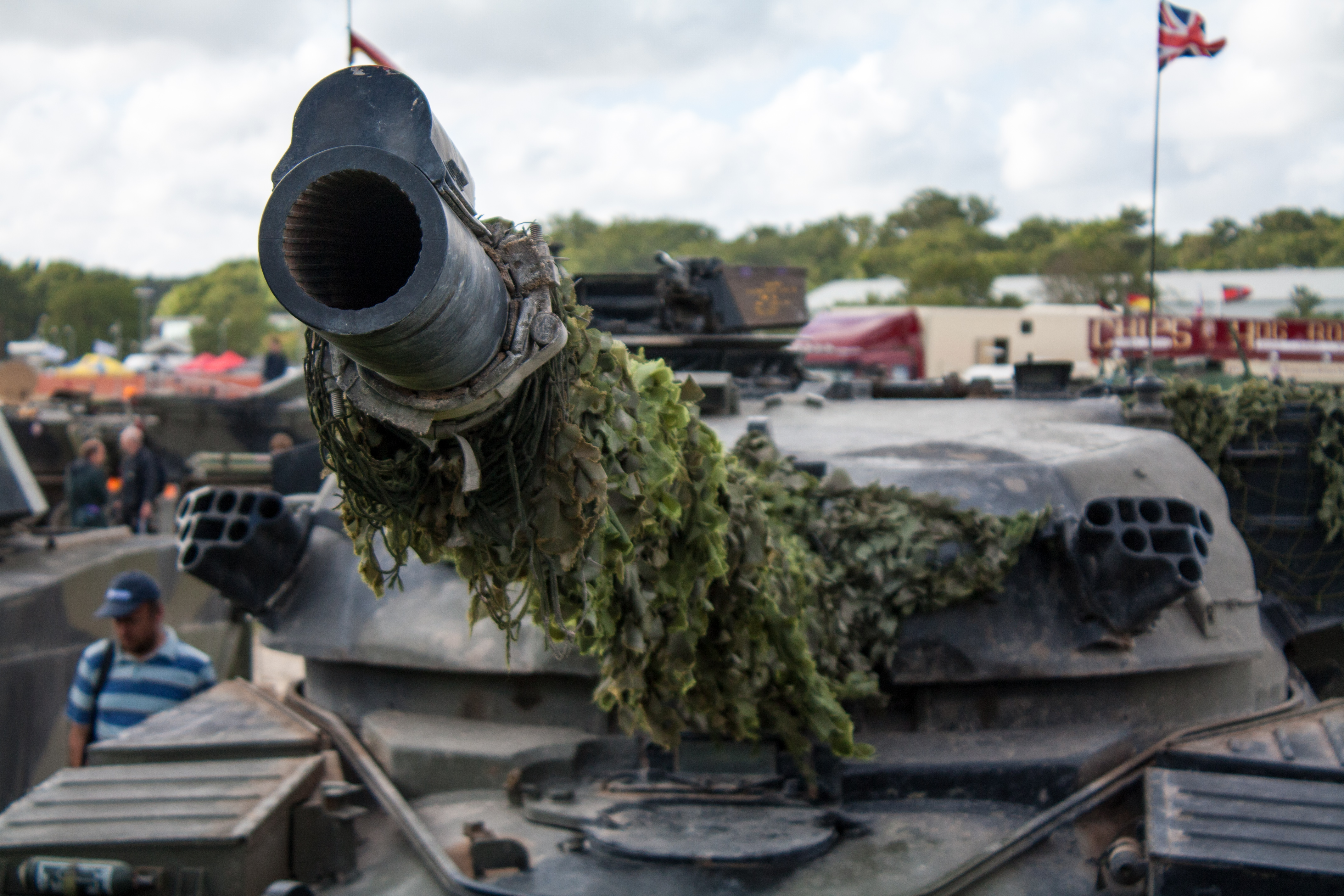
Gros plan sur la bouche du canon L11A5 de 120 mm.

Le Chieftain était armé d'un canon à âme rayée L11 d'une longueur de 55 calibres (6,6 m) et d'un calibre de 120 mm. Il est dérivé du canon américain du même calibre, le M58 équipant précédemment les chars lourds Conqueror britanniques et M103 américains (désigné « L1 gun » sur le Conqueror). Afin de limiter l'encombrement imposé par des douilles en laiton, le L11 utilisait des charges propulsives ensachées, plus communément appelées « gargousses » qui se consument intégralement lors du tir. Sur les chars employant des douilles métalliques, il était nécessaire de stocker les douilles vides ou de les jeter à l'extérieur après le tir.
La caisse du Chieftain renferme six conteneurs pressurisés en fibre de verre qui contiennent les gargousses. Leur double paroi contenait un mélange de glycol et d'eau sous pression, ce qui valut à ce type d'installation le surnom de « wet-stowage » (rangement humide). En cas de perforation du blindage du char par un projectile, la double paroi des conteneurs se serait brisée et le liquide se serait répandu et aurait imbibé les charges propulsives, leur évitant de créer une déflagration catastrophique en s'enflammant.
En raison de la longueur importante du canon, qui nécessitait un équilibrage et de la place pour son installation, la tourelle présentait un important porte-à-faux vers l'arrière, contenant les radios, les munitions, les équipements de contrôle de feu et d'autres installations de stockages externes.
Un manchon anti-arcure L6A3 enveloppait le canon, permettant de garder le tube à température constante, quelles que soient les conditions climatiques. Le dispositif de frein de tir constituait en deux cylindres à fonctionnement hydraulique, la pièce retournant à sa position initiale à l'aide d'un récupérateur pneumatique. L'élévation du canon se faisait à un angle compris entre -10° et +20° en site, lui permettant d'assurer des tirs en dévers assez prononcé.
Les munitions utilisées comprenaient un obus perforant sous-calibré à sabot détachable de la série L15 et un obus à tête d'écrasement. de la série L31. Des obus équivalents pour l'entraînement des équipages pouvaient également être utilisés. Dans sa version Mk. 5, le Chieftain est capable d'embarquer jusqu'à 64 projectiles : 20 obus APDS et 44 obus HESH mais n'emportait pas plus d'un maximum de 30 APDS (en plus de 24 HESH) en raison du volume plus important des charges propulsives L4 employées avec la munition L15.

#### Armement secondaire
Une mitrailleuse coaxiale mitrailleuse L8A1 de 7,62 mm était montée à gauche du canon, tandis qu'une mitrailleuse L37A1 du même calibre était montée sur le tourelleau rotatif no 15 du chef de char, elle était opérée, sous blindage, depuis l'intérieur de la tourelle, la visée s'effectuant à l'aide d'un viseur périscopique no 37 (grossissements de ×1 à ×10).
Une mitrailleuse de réglage L21A1 de 12,7 mm était accolée à gauche du canon, elle n'était présente que sur les premiers modèles de Chieftain. Tirant des balles traçantes en rafale de trois coups à 240 cartouches par minute, elle était alimentée par une bande de 98 cartouches (300 cartouches au total) et sa portée pratique était de 1 100 m avec les munitions L11 et 2 400 m avec les munitions L13. L'augmentation de la portée pratique a vu la dotation en munitions être réduite à (150 cartouches).
Six lance-pots fumigènes de 66 mm à déclenchement électrique étaient installés de chaque côté de la tourelle, chacun ayant une couverture de 100°.

### Moyens d'observation et conduite de tir
Sur le Chieftain Mk. 1, le tireur dispose d'un viseur périscopique AV, No. 32 Mk. 2, qui sera remplacé, sur le Chieftain Mk. 2, par le AV, No. 38 Mk. 1 du même type. Les Chieftain Mk. 3/3 et Mk. 5 recevant le viseur périscopique tireur AV, No. 59 Mk. 1. Ce viseur possède un grossissement ×1 et ×8.
 
En 1970, le viseur AV, No. 59 Mk. 1 monté sur les Chieftain Mk. 3/3 reçurent un télémètre laser Barr & Stroud LF2, faisant du Chieftain, le premier char de combat à posséder un télémètre laser.

En 1974, les Chieftain reçoivent le viseur périscopique AFV, no 11, Mk. 1 plus communément appelé TLS (Tank Laser Sight), intégrant un télémètre laser. Le TLS possède un grossissement ×1 et ×10.
À partir de 1978, dans le cadre du programme de revalorisation Phase II, les Chieftain Mk. 5/3, MK. 6/3, MK. 7/3 et MK. 8/3 reçurent la conduite de tir automatisée IFCS (Improved Fire Control System) permettant le tir sur cible mobile.
Pour le tir de nuit, le tireur dispose d'un grand phare blanc installé dans un boîtier blindé sur le flanc gauche de la tourelle, il est asservi mécaniquement au mécanisme d'élévation du canon. Pouvant être recouvert d'un filtre infrarouge, ce phare avait une portée d'environ 1  à   1,5 km.
Le chef de char possède un tourelleau No. 11 Mk. 2 sur le Chief Mk. 1. Ce dernier est fixe et ne possède pas de mitrailleuse, il est reconnaissable par sa trappe comportant deux volets. À l'avant du tourelleau se trouve un viseur périscopique AV, No. 36 Mk. 1.
Le Chieftain Mk. 2 introduit un nouveau modèle de tourelleau ; le No. 15 Mk. 1, pouvant pivoter indépendamment de la tourelle et armé d'une mitrailleuse de 7,62 mm. Le tir s'effectue à l'aide d'un viseur périscopique AV, No. 37 Mk. 1 ou Mk. 2.
Le tourelleau No. 15 Mk. 2, introduit sur le Chieftain Mk. 3, possède un chemin de roulements amélioré et est armé d'une mitrailleuse L37. Le modèle de viseur périscopique employé est le No. 37 Mk. 2 ou Mk. 3.
Le tourelleau du Chieftain Mk. 5 est modifié pour que sa mitrailleuse de 7,62 mm puisse être pointée en site jusqu'à un angle de 90°. Le viseur, modifié également, porte l'appellation de AV, No. 37 Mk. 4.
Pour le tir de nuit, un petit phare est monté à droite du tourelleau du chef de char
Le système de pointage du canon Marconi FV/GCE Mk.4 fonctionne à l'aide de moteurs électriques.

### Blindage
Le glacis et la partie avant de la tourelle était constitué d'éléments en acier moulé, la nuque de la tourelle et la caisse étant fait en tôles d'acier soudées entre elles. Par rapport au Centurion, son prédécesseur, le blindage du Chieftain était particulièrement profilé, augmentant ainsi l'épaisseur de blindage à traverser tout en améliorant les chances de faire ricocher les obus.
Lors de sa conception, la tourelle et le glacis du Chieftain devait être en mesure de résister, sur l'arc frontal (30° de part et d'autre du canon), aux obus perforants de 100 mm de type BR-412 tiré depuis un T-54 à une distance de 640 m.
De fines plaques en acier d'une épaisseur de 13 mm, appelées Bazooka Plates, protègent le train de roulement en faisant détoner prématurément les projectiles à charges creuses.
Ce tableau répertorie l'épaisseur réelle du blindage ainsi que l'augmentation de l'épaisseur horizontale offerte par le blindage incliné sur le Chieftain Mark I.
| Zone concernée                       | épaisseur réelle | incidence | épaisseur à l'horizontal |
| ------------------------------------ | ---------------- | --------- | ------------------------ |
| Masque du canon                      | de 125 à 140 mm  | 30°       | de 250 à 280 mm          |
| Face avant de la tourelle            | 195 mm           | 30°       | 390 mm                   |
| Flanc gauche de la tourelle          | de 120 à 196 mm  | 55°       | de 146 à 239 mm          |
| Flanc droit de la tourelle           | de 120 à 196 mm  | 65°       | de 132 à 216 mm          |
| Arrière de la tourelle               | 35 mm            | 35 mm     | 35 mm                    |
| Toit de la tourelle (avant)          | 45 mm            | 5°        | 516 mm                   |
| Toit (milieu)                        | 25 mm            | 25 mm     | 25 mm                    |
| Toit de la tourelle (arrière)        | 25 mm            | 10°       | 143 mm                   |
| Glacis avant                         | 85 mm            | 18°       | 275 mm                   |
| Avant de la caisse                   | 76 mm            | 45°       | 107 mm                   |
| Côtés de la caisse                   | 38 mm            | 80°       | 40 mm                    |
| Arrière de la caisse                 | 35 mm            | 84°       | 37 mm                    |
| Plage arrière du compartiment moteur | 20 mm            | 20 mm     | 20 mm                    |
| Plancher                             | 16 mm            | 85°       | 18 mm                    |
| Déports de caisse                    | 50 mm            | 60°       | 57 mm                    |

#### Surblindage Stillbrew
Au milieu des années 1980, les Chieftain Mark 9 & 10 reçurent le surblindage Stillbrew (en), conçu par le colonel Still et John Brewer, tous deux membres du Military Vehicles and Engineering Establishment (MVEE). Son développement avait été influencé par la guerre Iran-Irak, où les Chieftain iraniens s'étaient montrés vulnérables face aux obus-flèches soviétiques de 115 mm ainsi qu'aux charges creuses de gros calibre.
Le surblindage Stillbrew se compose d'une épaisse carapace en acier moulé composée de sept éléments : cinq sont montés sur l'avant de la tourelle et deux autres sont montés de part et d'autre de l'épiscope du conducteur. Pour éviter la transmission d'une onde de choc lorsqu'un projectile frappe la tourelle, les éléments de surblindage reposent sur une demi-douzaine de feuilles de caoutchouc. Le montage et la fixation du surblindage se fait à l'aide de tiges en acier inoxydable soudées sur la face avant de la tourelle, le surblindage Stillbrew, muni de trous prévus à cet effet pouvait alors coulisser contre les couches de caoutchouc. Une fois bien ajustées, les plaques étaient serrées à l'aide de boulons et les tiges en inox protubérantes étaient coupées. Deux plaques déflectrices étaient également installées de part et d'autre de l'épiscope du conducteur afin de protéger le chemin de roulement de la tourelle.

### Mobilité

#### moteur L60

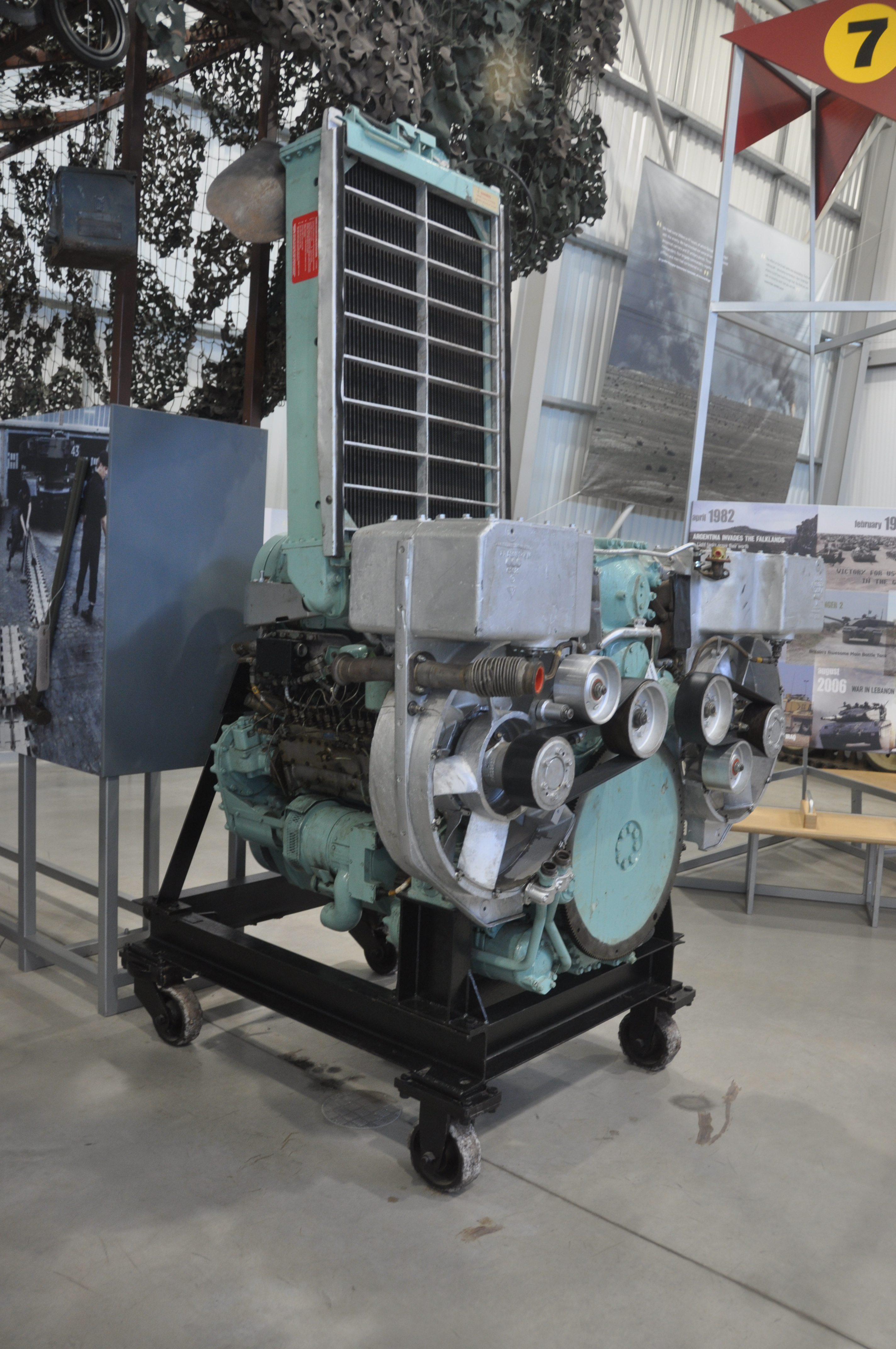
Le moteur Leyland L60 du Chieftain exposé au Bovington Tank Museum.

Tous les Chieftain étaient propulsés par un moteur diesel à pistons opposés Leyland L60 à refroidissement liquide et à injection directe. Ce moteur deux temps comportait douze pistons, répartis dans six cylindres disposés verticalement, pour une cylindrée totale de 19 l. Un compresseur Roots étant utilisé comme soufflante à l'admission afin de chasser les gaz brûlés.
Le L60 est dérivé du moteur d'aviation Napier Culverin (en), une version produite sous licence du moteur allemand Junkers Jumo 204 (en), utilisé notamment par les hydravions Blohm & Voss BV 138 de reconnaissance maritime de la Luftwaffe pendant la Seconde Guerre mondiale.
Le Chieftain devait être théoriquement propulsé par un moteur diesel V12 de chez Rolls-Royce, mais deux années supplémentaires étaient nécessaires pour son développement. Les concepteurs du Chieftain ont vu dans le L60 un moteur idéal pour propulser le successeur du Centurion. Outre son aspect relativement compact, combiné à une cylindrée réduite, le L60 offrait la possibilité de faire varier le rapport de compression en changeant la synchronisation des deux vilebrequins, lui permettant de fonctionner avec plusieurs types de carburants. Le moteur polycarburant était une exigence décrétée à l'époque par l'OTAN pour les futurs chars de combat du bloc de l'Ouest.
Sur les premiers modèles, tels les Chieftain Mark I, la puissance développée ne dépassait pas les 593 ch. À partir du Mark II, le moteur, sous l'appellation L60 Mark 6A, avait été gonflé pour atteindre les 659 ch. En octobre 1971, la puissance du L60 Mark 7A atteignit 729 ch sur le Chieftain Mark V et enfin 760 ch avec le Mark 9A en mars 1978.
Toutefois, la masse globale du char augmentant avec les années, la montée en puissance des moteurs ne put que modestement compenser la perte de performances engendrée par l'embonpoint de ces véhicules.
Au cours de sa carrière, le Chieftain a souffert d'un grande nombre de problèmes techniques liés à sa motorisation. En effet, le L60 avait été conçu pour fonctionner à un régime constant dans une atmosphère relativement saine et calme. Ces facteurs n'étant pas du tout rencontrés sur un char de combat principal, les secousses, les brusques accélérations et la poussière ont vite fait de pousser le L60 à ses limites. Très vite, des fissures sont apparues au niveau des chemises des cylindres, et les fuites de liquide de refroidissement ou ruptures du joint de culasse ont réduit la durée de vie de certains moteurs jusqu'à ne pas excéder les 100 km. D'autres problèmes concernaient également les ventilateurs de refroidissement et la mauvaise conception du routage des tuyaux véhiculant les liquides à l'intérieur de la structure du char.

#### Transmission

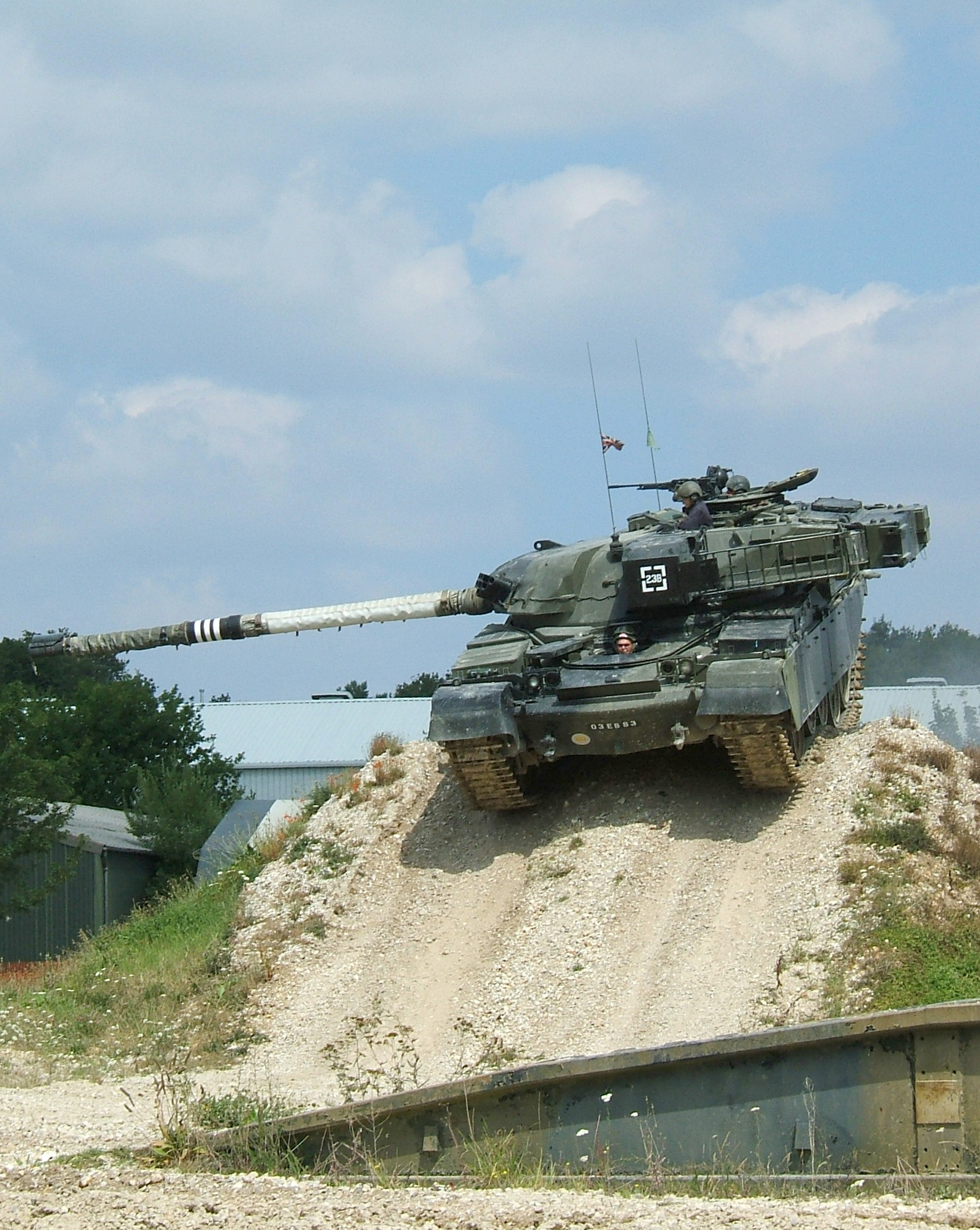
Démonstration de franchissement d'un Chieftain, au Bovington tank museum, lors d'une journée « Tanks in Action » en 2006.

Le moteur était accouplé à la transmission Merritt-Wilson TN-12 Mk. 3 Hot Shift semi-automatique à six rapports avant et deux arrière. Le passage des vitesses est effectué à la manière de celle d'une moto, avec une pédale pouvant fournir des impulsions vers le haut et le bas. La boîte intègre une direction dite "régénérative", à triple différentiel, la conduite du char s'effectue à l'aide de leviers de direction.

#### Suspension
La suspension de type Horstmann était constituée de six bogies contenant chacun deux ressorts imbriqués couplé à deux galets de roulement. Chaque bogie offre jusqu'à 242 mm de débattement vertical (159 mm en compression et 83 mm en détente) mais le débattement est réduit à 166 mm (83 mm en compression et 83 mm en détente) si l'un des ressorts du bogie est déjà comprimé par le deuxième galet de roulement.

#### Groupe auxiliaire de puissance
Un moteur, plus petit, un Coventry-Climax H-30 Mk. 7A ou Mk. 10A (à partir du Chieftain Mk. 3) à trois cylindres, développant 37 ch pour une cylindrée d'un litre, servait de groupe auxiliaire de puissance (GAP) en alimentant la génératrice et la pompe hydraulique. Il permettait la rotation de la tourelle et le pointage du canon lorsque le moteur était à l'arrêt. Il actionnait également le démarreur hydraulique.

## Modernisation
Lancé en 1975, le programme de modernisation Totem Pole comportait plusieurs phases. La première consistait à modifier les Chieftain Mk. 2 et Mk. 3 pour les mettre au même standard que le Chieftain Mk. 5.
Le programme Totem Pole X apportait un nouveau réticule pour le viseur du tireur, adapté aux nouvelles balles traçantes L13 de la mitrailleuse de réglage.
Le programme Totem Pole Y était porté sur l'aspect mobilité, il consistait à l'installation de filtres à air à faible perte de charge pour le moteur L60, un frein de stationnement avec un ratio de 12:1, ajout d'isolant dans les réservoirs de carburant, un bouton d'arrêt d'urgence pour que le chef de char puisse arrêter le moteur. Le poste du chef de char fut également équipé d'une commande de tir prioritaire.
Le programme Totem Pole Z porte sur l'interchangeabilité des composants du groupe motopropulseur avec ceux employés par le Chieftain Mk. 5. Il introduit également un système de filtration et de pressurisation NBC No. 6 Mk. 2, une nouvelle chaise de route pour le canon et de nouveaux rouleaux porteurs ne nécessitant plus de graissage fréquent. Le système de refroidissement des machines électriques metadyne est amélioré.
| Modèle (Mark) | Chieftain ayant reçu les améliorations des programmes Totem Pole X et Y. | Chieftain ayant reçu les améliorations des programmes Totem Pole X et Y.     | Chieftain ayant reçu les améliorations des programmes Totem Pole X et Y. | Chieftain ayant reçu les améliorations des programmes Totem Pole X, Y et Z. | Chieftain ayant reçu les améliorations des programmes Totem Pole X, Y et Z.        | Chieftain ayant reçu les améliorations des programmes Totem Pole X, Y et Z. | Chieftain ayant reçu les améliorations des programmes Totem Pole X, Y et Z.             | Chieftain ayant reçu les améliorations des programmes Totem Pole X, Y et Z. | Chieftain ayant reçu les améliorations des programmes Totem Pole X, Y et Z. |
| Modèle (Mark) | Préparation à l'installation du viseur TLS.                              | conduite de tir phase 1 (1975)                                               | conduite de tir phase 1 (1975)                                           | Préparation à l'installation du viseur TLS.                                 | conduite de tir phase 1                                                            | conduite de tir phase 1                                                     | conduite de tir phase 2 (1978)                                                          | conduite de tir phase 3 (1985)                                              | Modèle final                                                                |
| Modèle (Mark) | Préparation à l'installation du viseur TLS.                              | Installation du viseur TLS et préparation à l'installation de l'arcuremètre. | Installation du viseur TLS et montage de l'arcuremètre au bout du canon. | Préparation à l'installation du viseur TLS.                                 | Installation du viseur TLS et préparation à l'installation du manchon anti-arcure. | Installation du viseur TLS et montage de l'arcuremètre au bout du canon.    | Installation du viseur TLS, de l'arcuremètre et de la conduite de tir automatisée IFCS. | Réticule et râtelier adaptés à l'obus-flèche L23A1.                         | Modèle final                                                                |
| Mk. 2         | 2(Y)/L                                                                   | 2(Y)/1                                                                       | 2(Y)/2                                                                   | 6/L                                                                         | 6/1                                                                                | 6/2                                                                         | 6/3                                                                                     | 6/4                                                                         | Mk. 9                                                                       |
| Mk. 3         | 3(Y)/L                                                                   | 3(Y)/1                                                                       | 3(Y)/2                                                                   | 7/L                                                                         | 7/1                                                                                | 7/2                                                                         | 7/3                                                                                     | 7/4                                                                         | Mk. 10                                                                      |
| MK. 3/G       | 3/G(Y)L                                                                  | 3/G(Y)1                                                                      | 3/G(Y)2                                                                  | 7/L                                                                         | 7/1                                                                                | 7/2                                                                         | 7/3                                                                                     | 7/4                                                                         | Mk. 10                                                                      |
| Mk. 3/2       | 3/2(Y)L                                                                  | 3/2(Y)1                                                                      | 3/2(Y)2                                                                  | 7/L                                                                         | 7/1                                                                                | 7/2                                                                         | 7/3                                                                                     | 7/4                                                                         | Mk. 10                                                                      |
| Mk. 3/S       | 3/S(Y)L                                                                  | 3/S(Y)1                                                                      | 3/S(Y)2                                                                  | 7/L                                                                         | 7/1                                                                                | 7/2                                                                         | 7/3                                                                                     | 7/4                                                                         | Mk. 10                                                                      |
| Mk. 3/3       | 3/3(Y)L                                                                  | 3/3(Y)1                                                                      | 3/3(Y)2                                                                  | 8/L                                                                         | 8/1                                                                                | 8/2                                                                         | 8/3                                                                                     | 8/4                                                                         | MK. 11                                                                      |
| Mk. 5         | -                                                                        | -                                                                            | -                                                                        | 5/L                                                                         | 5/1                                                                                | 5/2                                                                         | 5/3                                                                                     | 5/4                                                                         | Mk. 12                                                                      |

## Versions

### Versions originelles

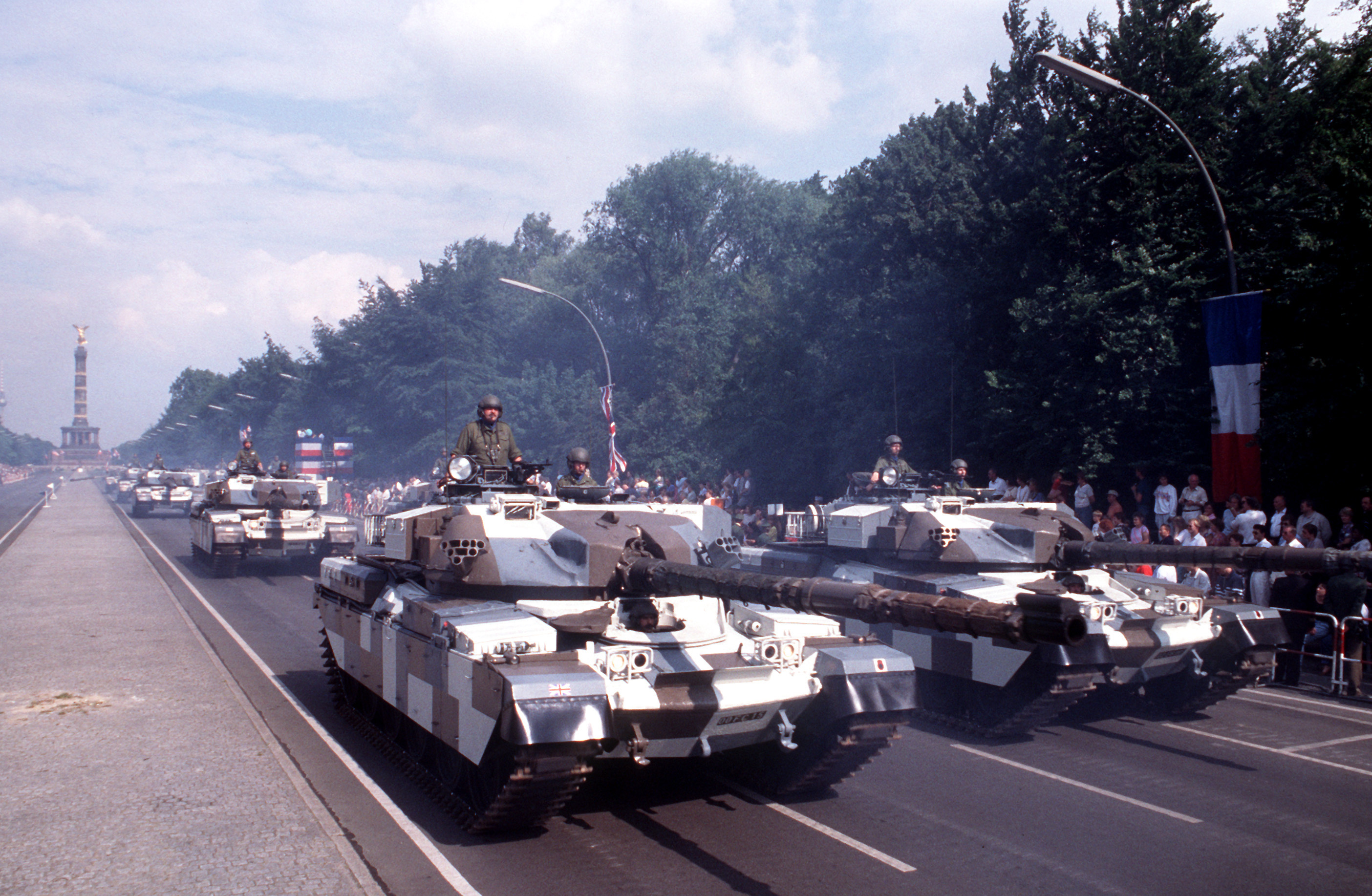
Chars Chieftain Stillbrew du /20th King's Hussars, peints en camouflage urbain, défilant dans la Straße des 17. Juni à Berlin-Ouest, le 18 juin 1989.

- Chieftain Mark I : Moteur développant 585 ch, tourelleau du chef de char no 11 Mk.1, dont l'ouverture s'effectue via deux volets jumeaux. Ils furent uniquement utilisés comme char d'écolage pour les futurs équipages de Chieftain. Le Mark I est produit à quarante exemplaires entre juin 1965 et février 1966 (26 à ROF Leeds et 14 à Vickers-Armstrong). Le premier exemplaire est de présérie, les trente-neuf autres sont assemblés en production initiale à faible cadence (PIFC).
  - Mark 1/1 : Améliorations au niveau du pot d'échappement et des indices d'usure des filtres à air du moteur.
  - Mark 1/2 : Le tourelleau du chef de char no 11 Mk.1 est remplacée par le tourelleau no 15 Mk.1, amélioration des lances-pots fumigènes, améliorations au niveau du pot d'échappement et des indices d'usure des filtres à air du moteur. Les galets de roulement sont équipés avec des joints flottants, ajout de quatre feux de croisement composés de deux phares à lumière blanche et de deux phares infrarouges. Tous ces changements ont été réalisés lorsque les chars étaient en révision.
  - Mark 1/3 : Mark 1 transformé en Mark 1/1 et ayant reçu l'amélioration « Totem Pole » au niveau de la motorisation.
  - Mark 1/4 : Mark 1/2 ayant bénéficié d'améliorations au niveau de la motorisation, dans le cadre du programme « Totem Pole ». Onze exemplaires transformés en char-pont Mark 6 « AVLB », à partir de 1986.
- Chieftain Mark II : Modèle original du Chieftain, le moteur L60 délivre maintenant une puissance de 650 ch, nouvelle tourelle avec un blindage plus épais, nouveau tourelleau no 15 Mk.2, meilleure étanchéité au niveau de l'échappement et des joints des panneaux du compartiment moteur, permettant la traversée en gué profond. Les persiennes aérant le compartiment moteur sont élargies et redessinées pour obtenir une meilleure ventilation de la boîte de vitesses, tout en en facilitant son accès au mécanicien. Les Mark II incorporent les modifications des Chieftain Mark 1/2 avant leur sortie de l'usine. Le Mark II est le premier modèle de Chieftain à entrer en service de manière pleinement opérationnelle dans la British Army. Le premier exemplaire est livré le 18 avril 1966 par l'usine ROF de Leeds.
  - Mark 2 (X) : Mark 2 ayant bénéficié d'améliorations au niveau de la motorisation, dans le cadre de la variante X du programme « Totem Pole ».
  - Mark 2 (Y) : Mark 2 ayant bénéficié d'améliorations au niveau de la motorisation, dans le cadre de la variante Y du programme « Totem Pole ».
  - Mark 2 (Y) / L : Mark 2 équipé du kit L pour recevoir le viseur équipé du télémètre laser TLS (Tank Laser Sight) C no 1 Mk.1.
  - Mark 2 (Y) / 1 : Mark 2 équipé du viseur doté du télémètre laser TLS no 1 Mk.2 ou sa version améliorée, le no 3 Mk.1, ainsi que du miroir de volée Stage 1 placé au bout du canon L11.
  - Mark 2 (Y) / 2 : Mark 2 ayant reçu le viseur TLS no 1 Mk.2 et le miroir de volée Stage 1.
- Chieftain Mark III : Essentiellement un Mark II équipé de suspensions plus solides, les axes des essieux étant amortis par un mécanisme à bain d'huile, nouveau système de réglage de la tension des chenilles et nouveaux galets de support des chenilles. Le moteur L60 Mark 6A développe maintenant 650 ch et affiche une meilleure durée de vie que ses précédentes versions, modifications au niveau des courroies actionnant les ventilateurs et du système d'extraction de poussière. L'unité auxiliaire de puissance H30 Mark 10A GUE affiche de meilleures performances. Meilleures capacités de démarrage à froid. Râtelier à munitions optimisé, consolidation des dents des chenilles. Nouveau tourelleau no 15 Mk. 2 équipée de la mitrailleuse L37A1, elle possède de nouveaux épiscopes inclinés pour limiter la réflexion du soleil, à la suite des conclusions tirées lors des essais en Israël. La boîte de mécanisme (boîte de vitesses) possède un frein de stationnement amélioré avec un ratio de 12/1. Réaménagement de l'arrière de la tourelle pour y faciliter son accès en cas de remplacement du canon de 120 mm. Quatre feux de croisement composés de deux phares à lumière blanche et de deux phares infrarouges.
  - Mark 3 (X) : Mark 3 ayant bénéficié d'améliorations au niveau de la motorisation, dans le cadre de la variante X du programme « Totem Pole ».
  - Mark 3 (Y) : Mark 3 ayant bénéficié d'améliorations au niveau de la motorisation, dans le cadre de la variante Y du programme « Totem Pole ».
  - Mark 3 (Y) / L : Mark 3 équipé du kit L pour recevoir le viseur équipé du télémètre laser TLS (Tank Laser Sight) C no 1 Mk.1.
  - Mark 3 (Y) / 1 : Mark 3 avec le viseur doté du télémètre laser TLS no 1 Mk.2 ou sa version améliorée, le no 3 Mk.1 ainsi que du miroir de volée Stage 1 placé au bout du canon L11.
  - Mark 3 (Y) / 2 : Mark 3 ayant reçu le viseur TLS no 1 Mk.2 et le miroir de volée Stage 1.
  - Mark 3/G : Initialement dénommé sous le nom de Mark 3/1, le char possède une prise d'air sur la tourelle permettant de fournir de l'air par aspiration forcée au moteur, le système d'aspiration naturelle étant supprimé. Seuls six chars commandés par l'Iran sont construits en octobre 1969 à la ROF (Royal Ordnance Factories) de Leeds, les Mark 3/G sont finalement livrés à la British Army.
  - Mark 3/G (X) : Autre appellation des Mark 3 (X).
  - Mark 3/G (Y)/2 : Autre appellation des Mark 3 (Y)/2.
  - Mark 3/2 : Mark 3/G modifié pour réaliser des tests sur les différentes méthodes d'apport d'air au moteur L60, par aspiration naturelle ou forcée. Le chef de char dispose d'un interrupteur d'urgence permettant de couper le moteur à n'importe quel moment. Le palonnier du chef de char dispose aussi de sa propre détente. Le Mark 3/G accueille aussi un prototype de télémètre laser ainsi que la câblage qui va avec. Seuls dix-sept Mark 3/2 sont construits à la ROF de Leeds entre décembre 1969 et mai 1970 pour le compte de la British Army.
  - Mark 3/2 (X) : Autre appellation des Mark 3 (X).
  - Mark 3/2 (Y)/2 : Autre appellation des Mark 3 (Y)/2.
  - Mark 3/S « Sandman » : Mark 3/G produit en grande série, le moteur fonctionne aussi bien en aspiration naturelle que forcée, la dernière permettant le passage en gué profond. Amélioration des principaux filtres à air du moteur, nouveau réservoir d'huile plus petit, l'agencement des tuyaux transportant le lubrifiant est modifié pour faciliter l'installation des nouveaux filtres à air. Le chef de char dispose d'un interrupteur d'urgence permettant de couper le moteur à n'importe quel moment. Le tireur possède un nouveau palonnier équipé d'une nouvelle détente plus ergonomique. Le chargeur dispose d'un bloc d'ancrage ainsi que d'outils nécessaires à l'extraction de la chambre d'un obus HESH défectueux. Quarante exemplaires construits à la ROF de Leeds entre janvier et décembre 1971 pour le compte de la British Army.
  - Mark 3/S (X) : Autre appellation des Mark 3 (X).
  - Mark 3/2 (Y)/2 : Autre appellation des Mark 3 (Y)/2.
  - Mark 3/3  : Mark 3/S « Sandman » avec un compartiment moteur modifié pour accueillir la version Mark 7A du moteur L60, qui développe cette fois 720 ch. Le moteur L60 Mark 7A reprend les améliorations au niveau des filtres à air, du réservoir d'huile et du système de lubrification effectuées sur le Mark 3/S « Sandman ». Les deux silencieux fixés à l'échappement du moteur sont remplacés par une seule chambre d'expansion, ajout d'une valve d'isolation au niveau des réservoirs de carburant. Les persiennes aérant la transmission sont redessinées et recouvertes d'un filet grillagé pour limiter l'intrusion de corps étrangers. Le viseur de jour no 59 du tireur affiche un nouveau réticule, permettant d'utiliser à meilleur escient les nouvelles balles traçantes de l'arme de pointage, qui portent désormais plus loin. Le support du viseur ainsi que son câblage sont ajustés en vue d'accueillir un futur dispositif de télémétrie laser. Les moteurs électriques de type Metadyne sont améliorés et sont installés dans un compartiment séparé de l'équipage. Nouveau système de traitement et de filtration de l'air pour l'équipage, ce système NBC (nucléaire, bactériologique et chimique) est désigné no 6 Mark 1. Le système de verrouillage de l'écoutille du conducteur est retravaillé, le système de boudin gonflable faisant office de joint sur l'anneau de la tourelle est supprimé. Ajout d'un système de chauffage pour les batteries afin de limiter les déperditions par temps froid. Le Chieftain Mark 3/3 est construit à cinquante-six exemplaires à la ROF de Leeds entre mai 1971 et février 1972 pour le compte de la British Army.
  - Mark 3/3P « Persia » : Chieftain Mark 3/3 vendu à l'Iran, quarante-quatre exemplaires construits à la ROF de Leeds en même temps que les Mark 3/3.
- Chieftain Mark IV : Deux chars sont construits (numéros d'immatriculation 02SP95 et 02SP96) en juin 1970 à la ROF de Leeds, suivant des spécifications exigées par les Israéliens. Étant donné que le contrat est rompu en décembre 1969, les deux Chieftain Mark 4 sont expédiés au terrain d'essai de Yuma (Yuma Proving Ground) dans le désert de Yuma, en Arizona, pour évaluation en coopération avec l'US Army de ses performances en milieu désertique entre mai et septembre 1971. Le deuxième exemplaire (02SP96) a plus tard été équipé d'une suspension hydropneumatique dans le cadre de la mise au point du futur char anglais, le FV4030 Challenger 1.
- Chieftain Mark V : Modèle définitif produit en grande série pour la British Army, développé à partir du Mark 3/3. La boîte de vitesses TN12 est renforcée et est équipée d'un nouveau carter tandis que le moteur se voit équipé d'un système d'échappement à faible restriction. La conception des filtres à air de l'unité auxiliaire de puissance H30 Mark 10A est entièrement révisée. Le démarrage s'effectue plus rapidement, notamment par temps froid, grâce à l'installation d'un système de chauffage pour les batteries. Le support du viseur télescopique no 43 du tireur a été ré-ajusté, tandis que son réticule et celui du collimateur du chef de char est modifié pour s'accommoder aux nouvelles balles traçantes L13 tirées par la mitrailleuse de réglage L21A1, dont l'approvisionnement en munitions a été réduit à 150 balles à la suite de l'abandon des munitions L11. La dotation maximale en obus de 120 mm passe à 64 projectiles, en raison d'une modification au niveau des caissons à gargousses. Remplacement du manchon anti-arcure L6A3 par le modèle L6A4. Nouveau viseur no 37 Mark 4 pour le chef de char, avec capacité de pointer la mitrailleuse L37A1 en site jusqu'à un angle de 90°. Le système de traitement et de filtration de l'air pour l'équipage est mis au standard no 6 Mark 2. La conception de la pince servant à immobiliser le canon est entièrement revue. Installation d'un système de détection infrarouge no 6, conçu pour émettre un signal sonore s'il est éclairé par le phare infrarouge d'un char adverse. Le premier Chieftain Mark V sort de la ROF de Leeds en mars 1972.
  - Mark 5/P « Persia » : Identique en tout point au Chieftain Mark 5 mais vendu à l'Iran.
  - Mark 5/L : Mark 5 équipé du kit L pour recevoir le viseur équipé du télémètre laser TLS (Tank Laser Sight) C no 1 Mk.1.
  - Mark 5/1 : Mark 5 avec le viseur doté du télémètre laser TLS no 1 Mk.2 ou sa version améliorée, le no 3 Mk.1, ainsi que du miroir de volée Stage 1 placé au bout du canon L11.
  - Mark 5/2K « Kuwait » : Appelé aussi Mark 5/2, son viseur est doté du télémètre laser TLS no 1 Mk.2 ou sa version améliorée, le no 3 Mk.1 ainsi que du miroir de volée Stage 1 placé au bout du canon L11. Cent soixante-cinq exemplaires vendu au Koweït, ils furent construits à la ROF de Leeds à partir de mai 1976.
  - Mark 5/3 : Mark 5 doté d'un télémètre laser, d'un miroir de volée et de la nouvelle conduite de tir IFCS (Improved Fire Control System). Modifications mineures au niveau du tourelleau du chef de char.
  -  FV4030/1 Mark 5/3P : Première étape du projet FV4030 réalisé pour l'Iran : il s'agit d'un Mark 5/P amélioré, avec un blindage ventral plus épais pour améliorer sa résistance face aux mines. Des amortisseurs sont fixés sur les premiers et les troisième bogies. Installation d'une boîte de vitesses entièrement automatique. Il possède une capacité accrue en carburant (950 ℓ). Cent quatre-vingt-treize construits à la ROF de Leeds à partir de juillet 1976.
  - Mark 5/4 : Mark 5 capable de tirer des obus-flèches L23 en raison de modifications au niveau des râteliers à munitions. Le réticule du viseur du tireur a été ré-ajusté pour être compatible avec ce nouveau genre de projectiles.
- Chieftain Mark 6 : Mk. 2 ayant bénéficié des améliorations du programme Totem Pole ainsi que des améliorations X, Y et Z.
- Chieftain Mark 8 : Mark 3/3 ayant bénéficié d'améliorations au niveau de la motorisation, dans le cadre des variantes X, Y et Z du programme « Totem Pole ».
- Chieftain Mark 9 : Concerne tous les Chieftain Mark 5/4, Mark 6/4, Mark 7/4 et Mark 8/4 ayant reçu des modifications au niveau des râteliers à munitions en vue de recevoir des obus-flèche L23.
- Chieftain Mark 10 : Mark 9 équipé du blindage supplémentaire Stillbrew ainsi que du système de filtration NBC no 11 Mk.1.
- Chieftain Mark 11 : Mark 10 équipé à partir de 1988 du viseur thermique TOGS (Thermal Observation and Gunnery System) Barr & Stroud (en)/Pilkington à la place du phare halogène/infrarouge no 2 Mk.3. C'est le tout dernier modèle de Chieftain à être entré en dotation dans la British Army.
- Chieftain Mark 12 : Mk. 10 revalorisé avec la conduite de tir automatisée ICSS et le canon L30A1. Le Mk. 12 est resté au stade de concept.
- Chieftain Mark 13 : Mk. 11 revalorisé avec la conduite de tir automatisée ICSS et le canon L30A1. Le Mk. 13 est resté au stade de concept.
- Chieftain Mark 14 : concept de Chieftain amélioré possédant un moteur Rolls-Royce CV12 de 800 ch accouplé la version entièrement automatique de la boîte de vitesses TN12. Il possède une capacité accrue en carburant et des amortisseurs sont montés sur la première et la troisième paire de bogies. Une surprotection ventrale sous la forme d'une plaque de blindage est installée en-dessous du châssis. Le Mk. 14 est équipé d'une version jour/nuit du viseur TLS, la conduite de tir automatisée CSS et d'un miroir de volée pour son arcuremètre.
- Chieftain Mark 15 : Appellation donnée aux chars Chieftain vendus à Oman.

### Autres modèles

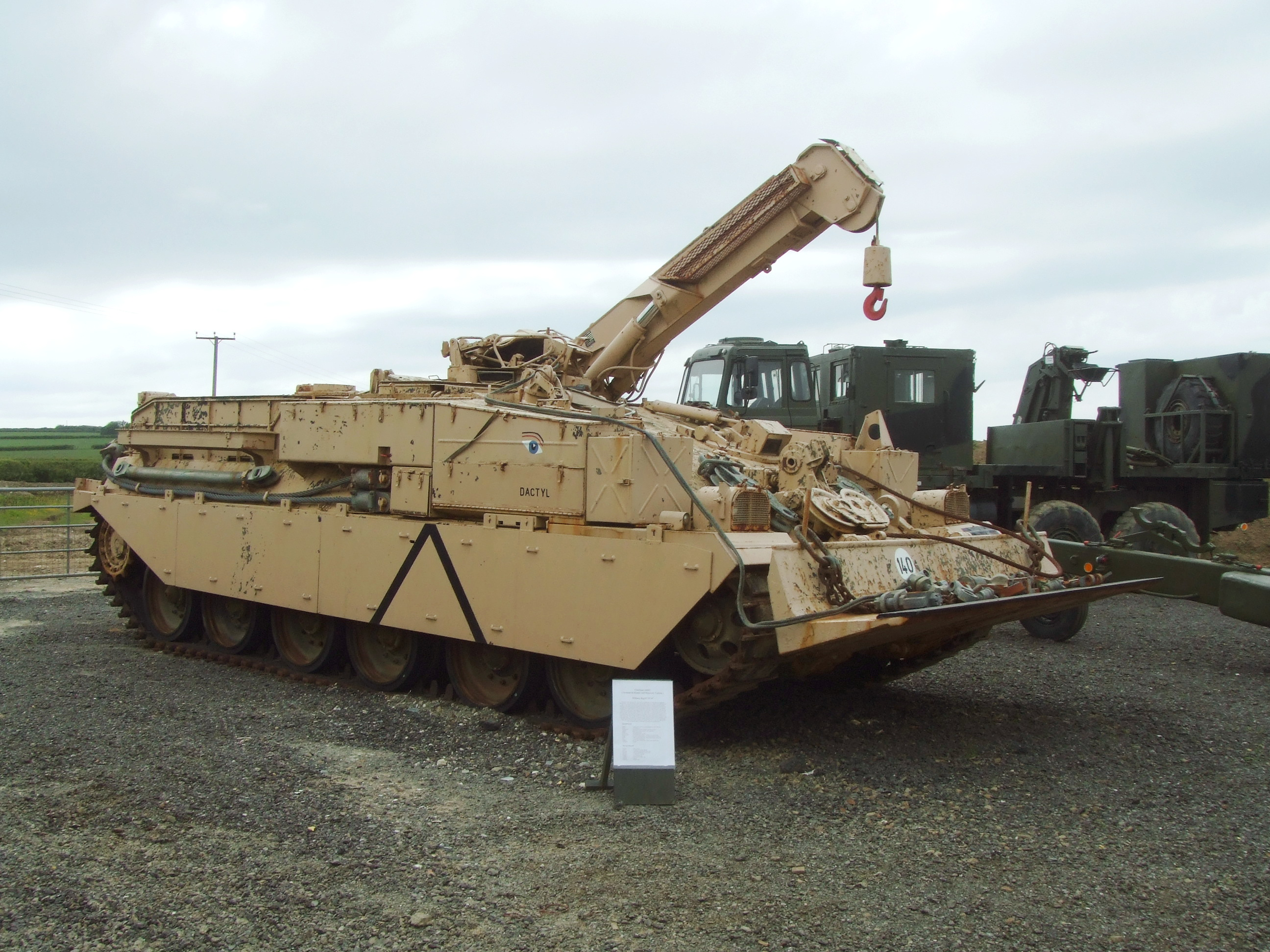
Un véhicule de récupération/réparation FV 4204 Chieftain ARRV, construit en 1976 et utilisé au cours de la première guerre du Golfe. Il est exposé à la North Cornwall Tank Collection, à Dinscott.

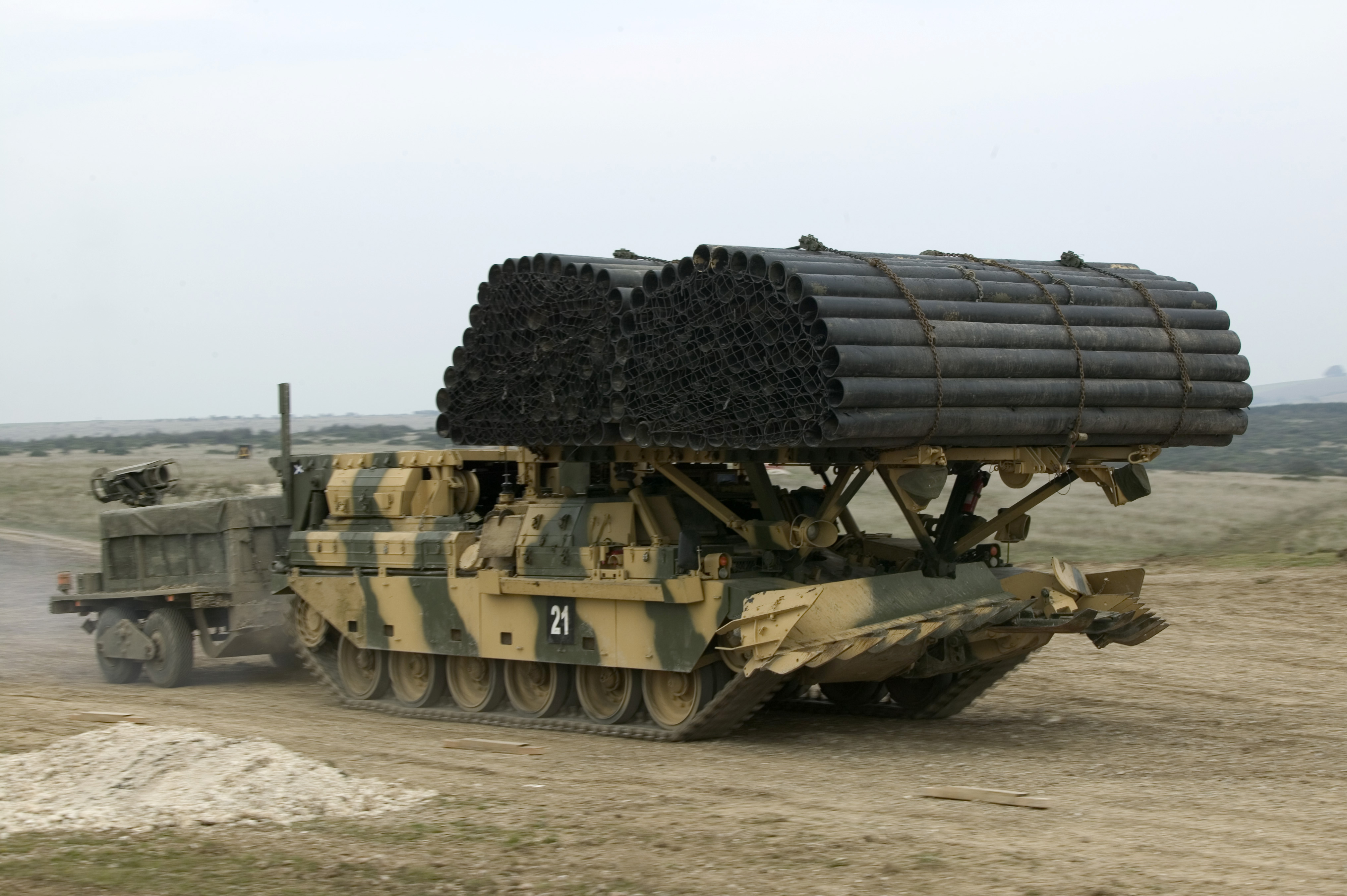
Un exemplaire de la version du génie AVRE, transportant une fascine sur Salisbury Plain, lors d'une démonstration au public. Cet engin est également équipé de griffes devant le châssis, permettant d'écarter les mines du passage de ses chenilles.

- FV4211 « Aluminum Chieftain » : Prototype assemblé grâce à la technique de mécanosoudage, lui donnant une apparence plus anguleuse. Des modules de blindage composite Burlington sont montés sur le glacis de la caisse, sur la face avant de la tourelle ainsi que sur ses flancs. Pour limiter la masse de l'engin, la structure du châssis est faite en plaque aluminium.
- FV4030/2 Shir 1 « Lion de Perse » : Aussi désigné « Khalid », il s'agit de la version jordanienne du Chieftain, dotée des trains roulants du Challenger 1. Ce char est un FV4030/1 Mark 5/3P dont les parois du compartiment moteur ont été ré-haussées pour recevoir le moteur à 12 cylindres Rolls-Royce CV12, d'une puissance de 1 200 ch à 2 300 tr/min. Nouvelle boîte de mécanisme David Brown TN37, incorporant une transmission automatique. Il fut en fait une étape de transition entre le Chieftain et le Shir 2, qui avait été prévu initialement pour être livré aux Iraniens, mais dont la commande fut annulée à la suite de la révolution de 1979. Trois prototypes construits en 1977.
- FV4030P2J : Autre désignation du Shir 1. P = Phase, J = Jordan (Jordanie).
- FV4030/3 Shir 2 : version ultérieure du FV4211 « Aluminum Chieftain » prévue pour l'Iran. Il est doté du moteur Rolls-Royce CV12 de 1 200 ch ainsi que d'une suspension oléopneumatique conçue par Dunlop. Après la rupture du contrat avec l'Iran, les prototypes serviront à développer le Challenger 1.
- Chieftain 800 : appellation attribuée à deux Chieftain Mk. 5/3P équipé d'un moteur Rolls-Royce CV-8 d'une puissance de 800 ch et de la boîte de vitesses TN12 Mk. 5 entièrement automatique.
- Chieftain 900 : conçu sur les fonds propre des Royal Ordnance Factories en 1981, deux prototypes sont fabriqués à l'usine de Leeds en avril 1982. Le Chieftain 900 reprend les composants du Chieftain mais possède une mobilité supérieure et une protection accrue. Le moteur Rolls-Royce Condor 900E développe une puissance de 900 ch (d'où Chieftain 900), il est accouplé à une boîte de vitesses automatisée TN12-1000, la suspension est de type Super-Horstmann[20]. La carapace en plaques d'acier mécanosoudé recouvre le blindage composite Chobham protégeant la tourelle et le glacis. Le Chieftain 900 pèse 50 tonnes et affiche une vitesse de pointe de 51 km/h sur route.
- Chieftain 2000 : il est le résultat de l'assemblage du châssis d'un Chieftain avec la tourelle du Chieftain 900[20]. Il a été prêté à la firme GEC Marconi en 1993 à des fins expérimentales, notamment pour tester des composants utilisés sur les chars de combat Vickers Mk. 3 et 4 (Valiant) comme le viseur jour/nuit SFCS-600, la conduite de tir « Centaur » et le calculateur balistique EC600.
- Mobarez : Version améliorée des Chieftain Mark 3 et Mark 5 iraniens, avec de nouvelles jupes latérales et un nouveau moteur de 850 ch, entré en service en 2006.

### Variantes
- FV4204 ARV/ARRV : Armoured Recovery Vehicle, Armoured Recovery and Repair Vehicle. Il s'agit de véhicules de réparation des chars endommagés au combat ;
- FV4205 AVLB : Poseur de ponts ;
- Chieftain AVRE : Armoured Vehicle Royal Engineers. Il s'agit d'une version de génie utilisée par les Royal Engineers de la British Army. Ils étaient la plupart du temps dotés de fascines
- Chieftain Marksman : Variante antiaérienne équipée de la tourelle Marksman, à deux canons ;
- Chieftain Mineclearer : Version destinée au déminage ;
- Chieftain Sabre : Variante antiaérienne dotée de deux canons de 30 mm ;

## Utilisateurs et nombre d'exemplaires reçus

### Anciens utilisateurs
- Royaume-Uni : 495 exemplaires, utilisés de 1965 à 1995, 30 non opérationnels étaient encore enregistré en 2008, 3 en 2015[21] ;
- Irak : Entre 50 et 75 exemplaires capturés sur l'Iran étaient en service dans le pays, en 1990. La plupart avaient été portés au standard « Khalid », avec l'air conditionné, un blindage renforcé et une vision de nuit[22]. 29 Chieftain ARV sont livrés en 1982[23];
- Israël : 2 exemplaires livrés, dans le cadre du projet de développement commun anglo-israélien. En service dans l'armée de Tshal pour expérimentations entre 1965 et 1969[4] ;
- Koweït : 175 exemplaires commandés vers 1975, 143 en 1989, 20 en 1995, 17 en réserve en 2000[12].

### Utilisateurs actuels
- Iran : 707 exemplaires du Mark-3P, 125 ou 189 exemplaires du FV-4030-1, 41 ARV et 14 AVLB reçus entre 1971 et 1979 avant la révolution iranienne. D'autres commandes ultérieures de la version plus performante 4030 furent annulées à ce moment. Toutes versions confondues, il restait 100 exemplaires de ce char en service en 2005 (100 en 1990, 250 en 1995, 140 en 2000)[24] ;
- Jordanie : 274 Khalids livrés entre 1981 et 1985, auxquels s'ajoutent 90 exemplaires de Mark 5/5 provenant d'Irak[25]. Les Khalids avaient été à l'origine développés pour l'Iran, mais cette commande fut annulée à la suite de la révolution iranienne. Il reste 350 chars en service [Quand ?];
- Oman : 27 exemplaires, livrés entre 1981 et 1985[26].

## Galerie photo

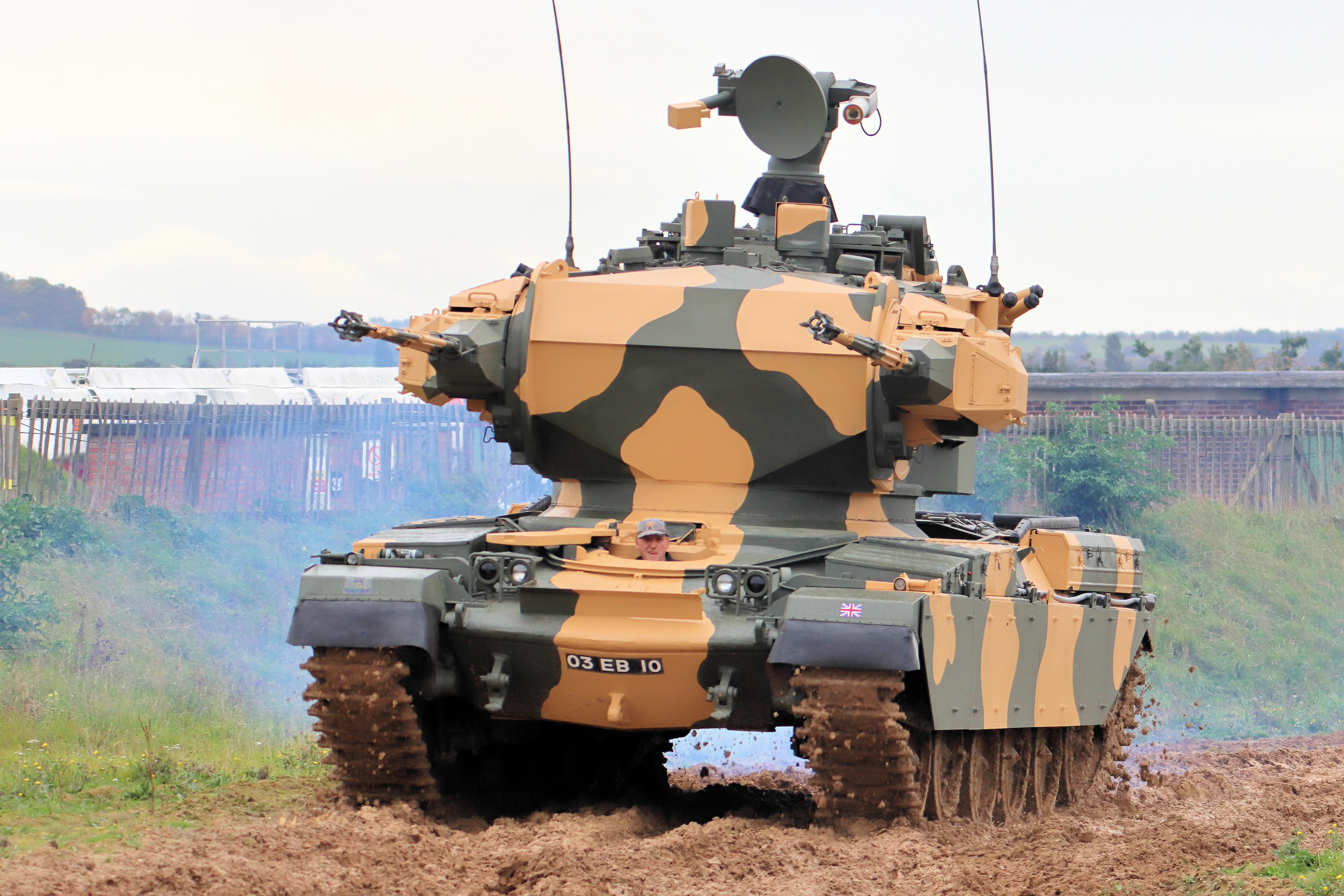
La tourelle du système d'arme anti-aérien Marksman conçue par GEC-Marconi et montée sur un châssis de Chieftain.
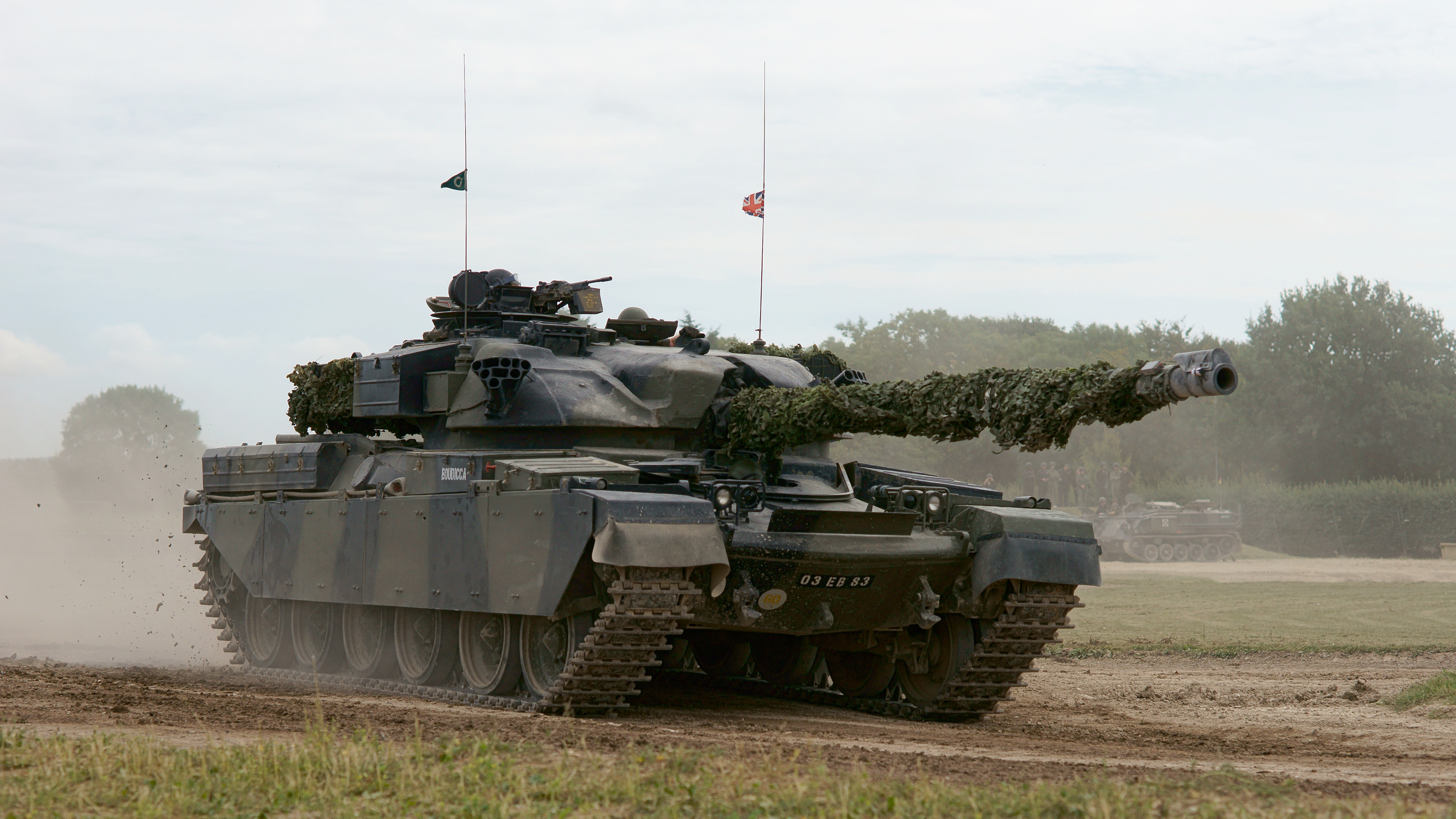
Un Chieftain Mk.11 en démonstration dynamique au Bovington Tank Museum.
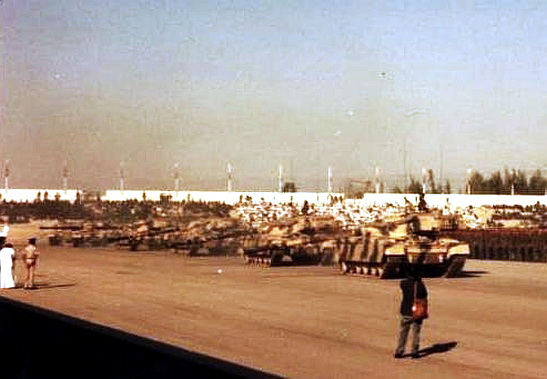
Des Chieftain omanais du régiment blindé du Sultan en 1981.
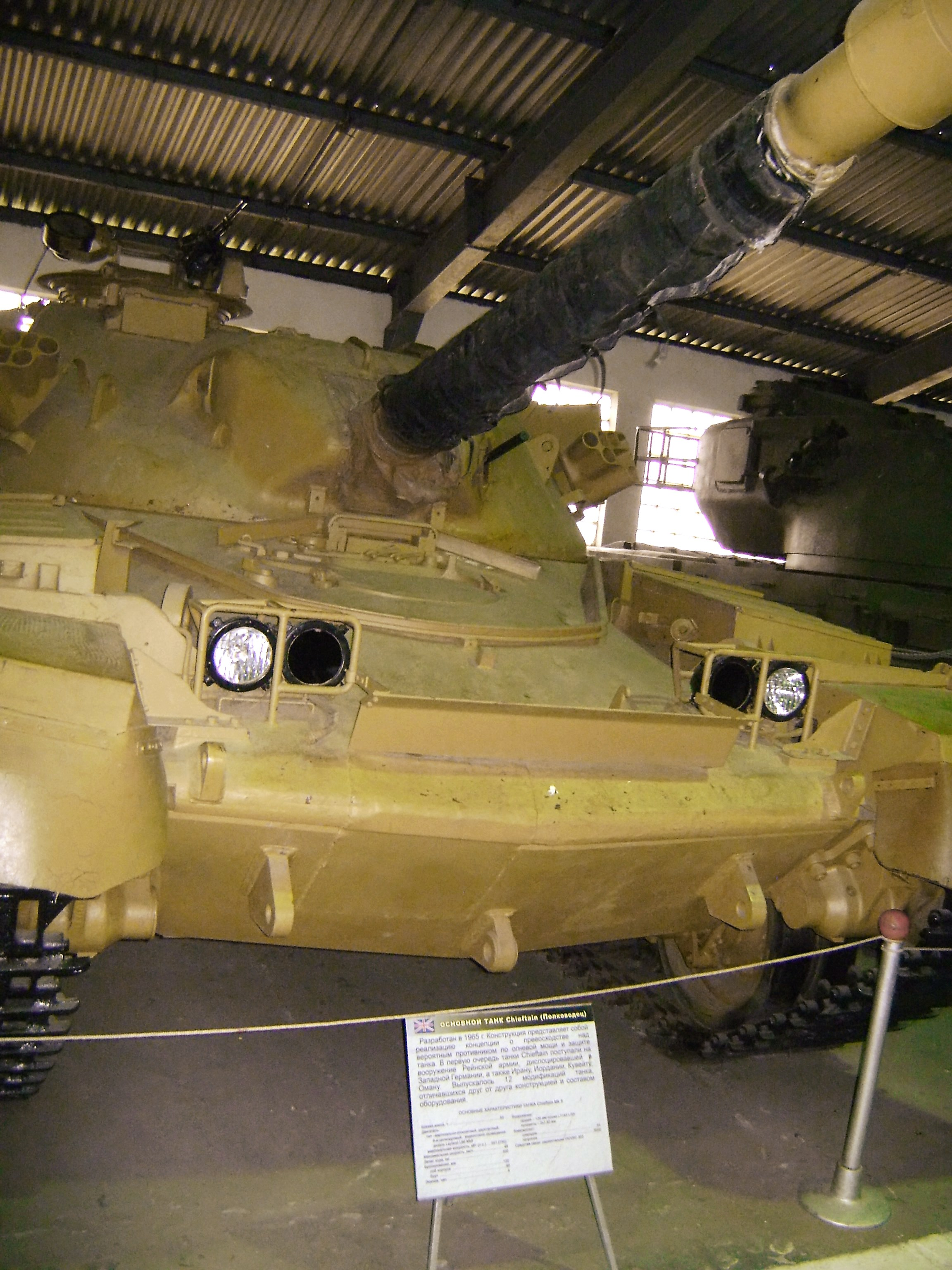
Un ancien Chieftain Mk. 5 iranien, au musée des blindés de Koubinka.
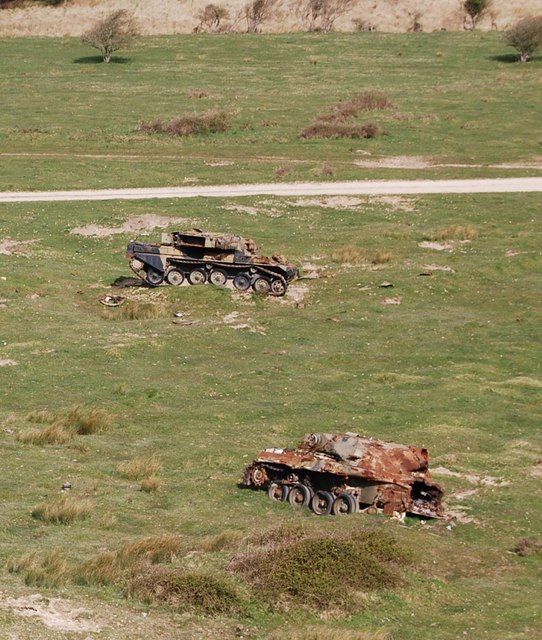
Des carcasses de Chieftains servant de cibles au polygone de tir de Lulworth Ranges.
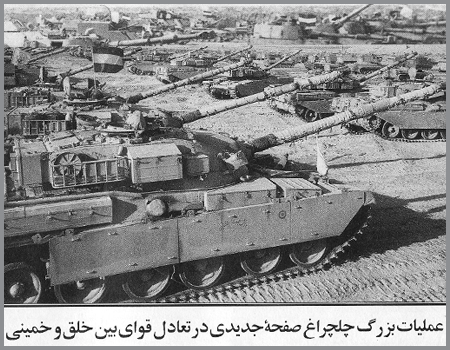
38 Chieftains iraniens capturés sont exposés en Irak par l'Organisation des moudjahiddines du peuple iranien après l'Opération Quarante étoiles de juin 1988.

### Ouvrages en anglais
- (en) Rob Griffin, Chieftain, Royaume-Uni, The Crowood Press, 2001, 192 p. (ISBN 978-1-86126-438-1)
- (en) Simon Dunstan et Peter Sarson, Chieftain Main Battle Tank 1965-2003, Royaume-Uni, Osprey Publishing, 2012, 48 p.